# جنگل ملی هایاواتها
جنگل ملی هایاواتها (به انگلیسی: Hiawatha National Forests) یک مجموعه جنگل ملی در آمریکا است.
مساحت این جنگل ۳۵۶۱ کیلومتر مربع است و در ایالت میشیگان گسترده‌است.